# Tonghua
Tonghua (chiń. 通化; pinyin Tōnghuà) – miasto o statusie prefektury miejskiej w północno-wschodnich Chinach, w prowincji Jilin, nad rzeką Hun Jiang, w pobliżu granicy z Koreą Północną. W 2010 roku liczba mieszkańców miasta wynosiła 414 683. Prefektura miejska w 1999 roku liczyła 2 278 422 mieszkańców. Ośrodek wydobycia węgla kamiennego, rud żelaza i miedzi oraz przemysłu metalurgicznego, maszynowego; w mieście produkowane są wina.
W Tonghua urodzili się chińscy skoczkowie narciarscy Ma Tong, Li Yang, Wang Jianxun, Yang Guang oraz Tian Zhandong.

## Podział administracyjny
Prefektura Tonghua podzielona jest na:
- 2 dzielnice: Dongchang, Erdaojiang,
- 2 miasta: Meihekou, Ji’an,
- 3 powiaty: Tonghua, Huinan, Liuhe.